# Coleophora dentatella
Coleophora dentatella é uma espécie de mariposa do gênero Coleophora pertencente à família Coleophoridae.